# Váci Utca

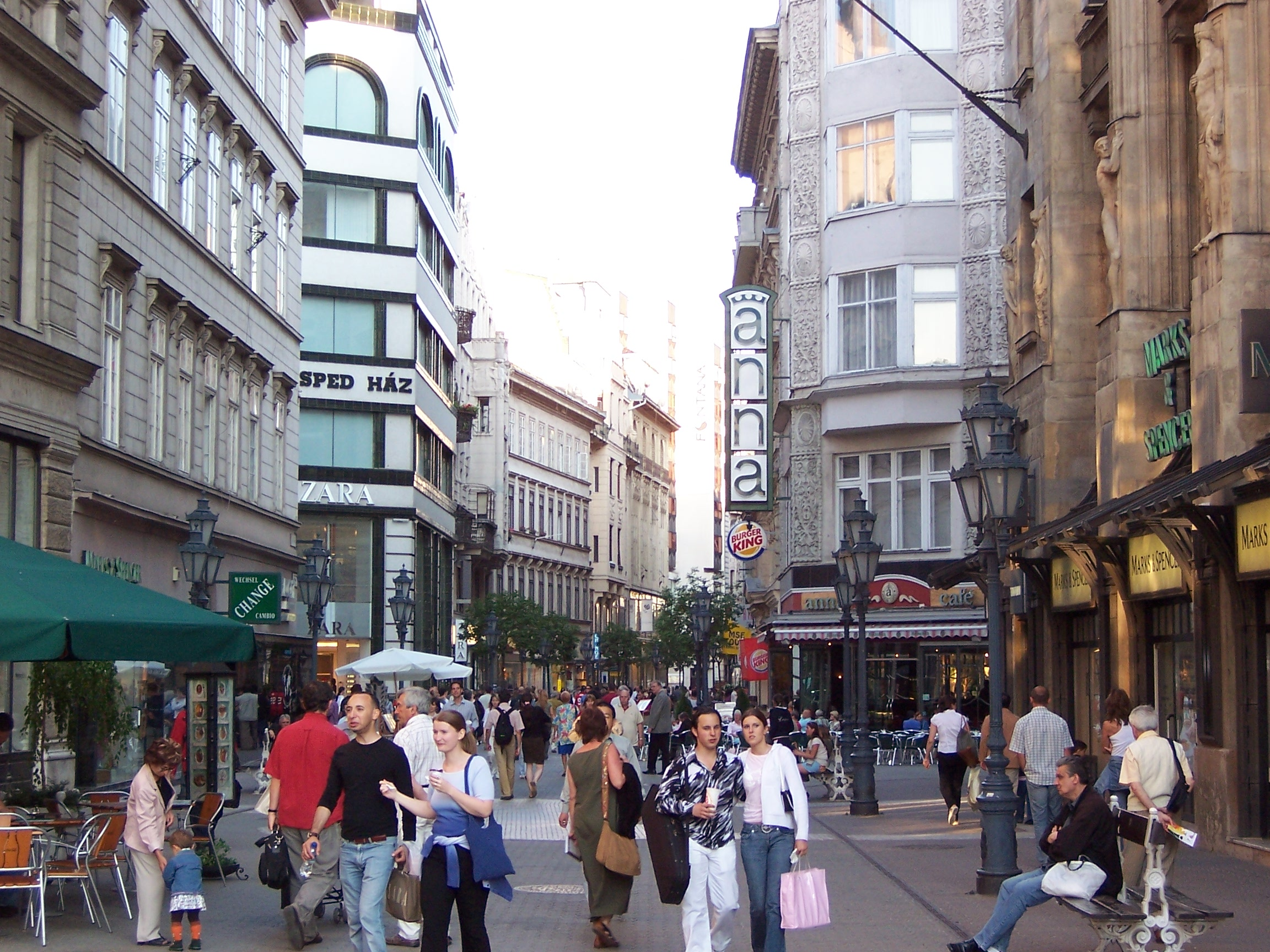
Vista de la calle.

Váci utca ("calle Váci") es una de las principales vías peatonales y probablemente la más famosa calle del centro de Budapest, Hungría. La calle cuenta con un gran número de restaurantes y tiendas que atienden principalmente al mercado turístico
Váci utca es una de las principales calles de compra en Budapest, en la que se encuentran numerosas tiendas internacionales, entre ellas
Zara, H&M, Mango, ESPRIT, Douglas, Swarovski, Hugo Boss, Lacoste y Nike.

## Historia
Durante la Edad Media el límite de Buda lo marcaba su muralla, construida en lo que es hoy la calle Deák Ferenc. La calle Váci llevaba a una de las puertas de la ciudad situada en lo que es hoy la plaza Vörösmarty.
La construcción de Váci Utca comenzó en el siglo XVIII y algunas de sus mansiones datan de esa época. No obstante, actualmente la mayor parte de los edificios que se conservan pertenecen a los siglos XIX y XX.

## Galería

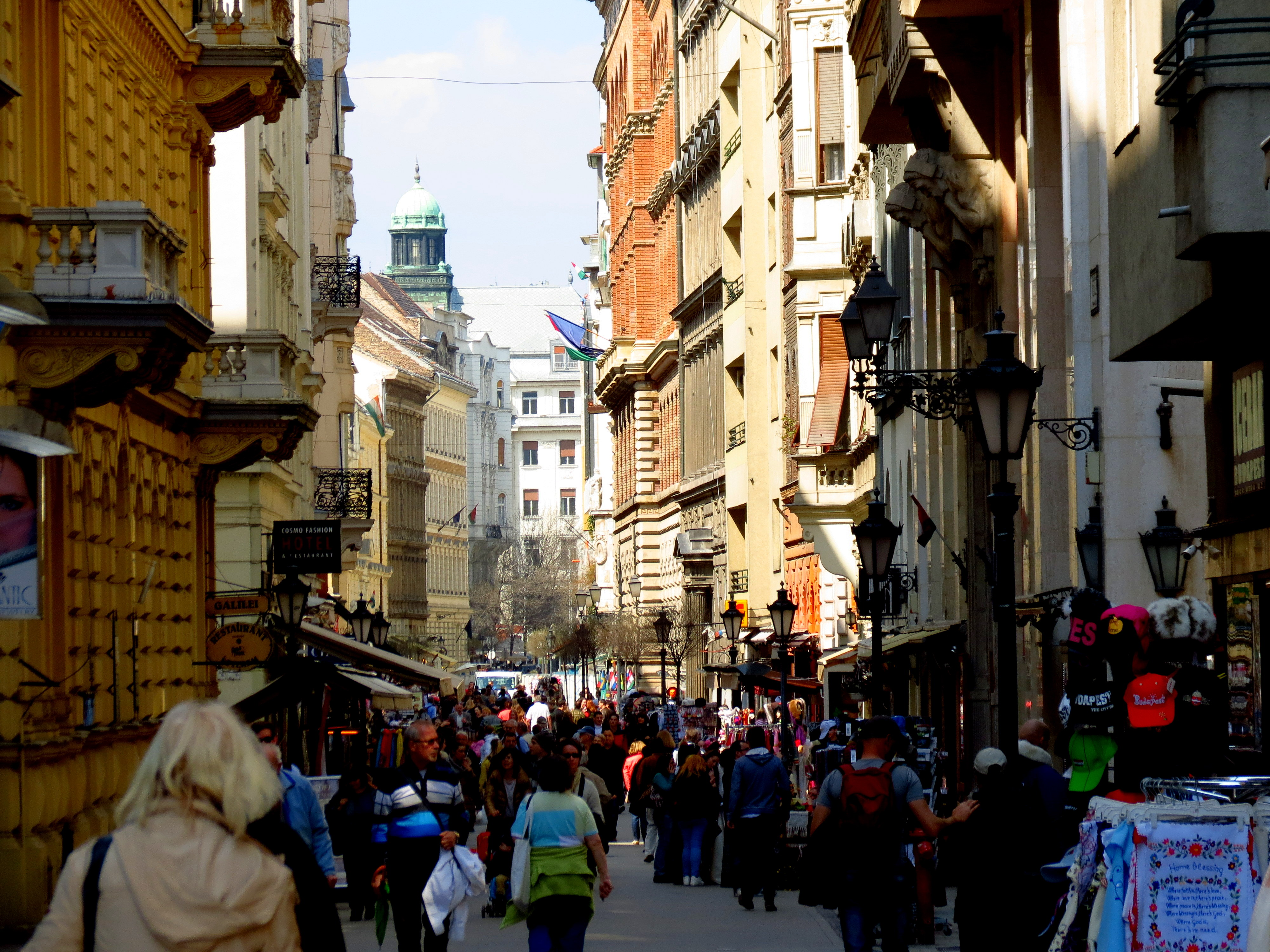
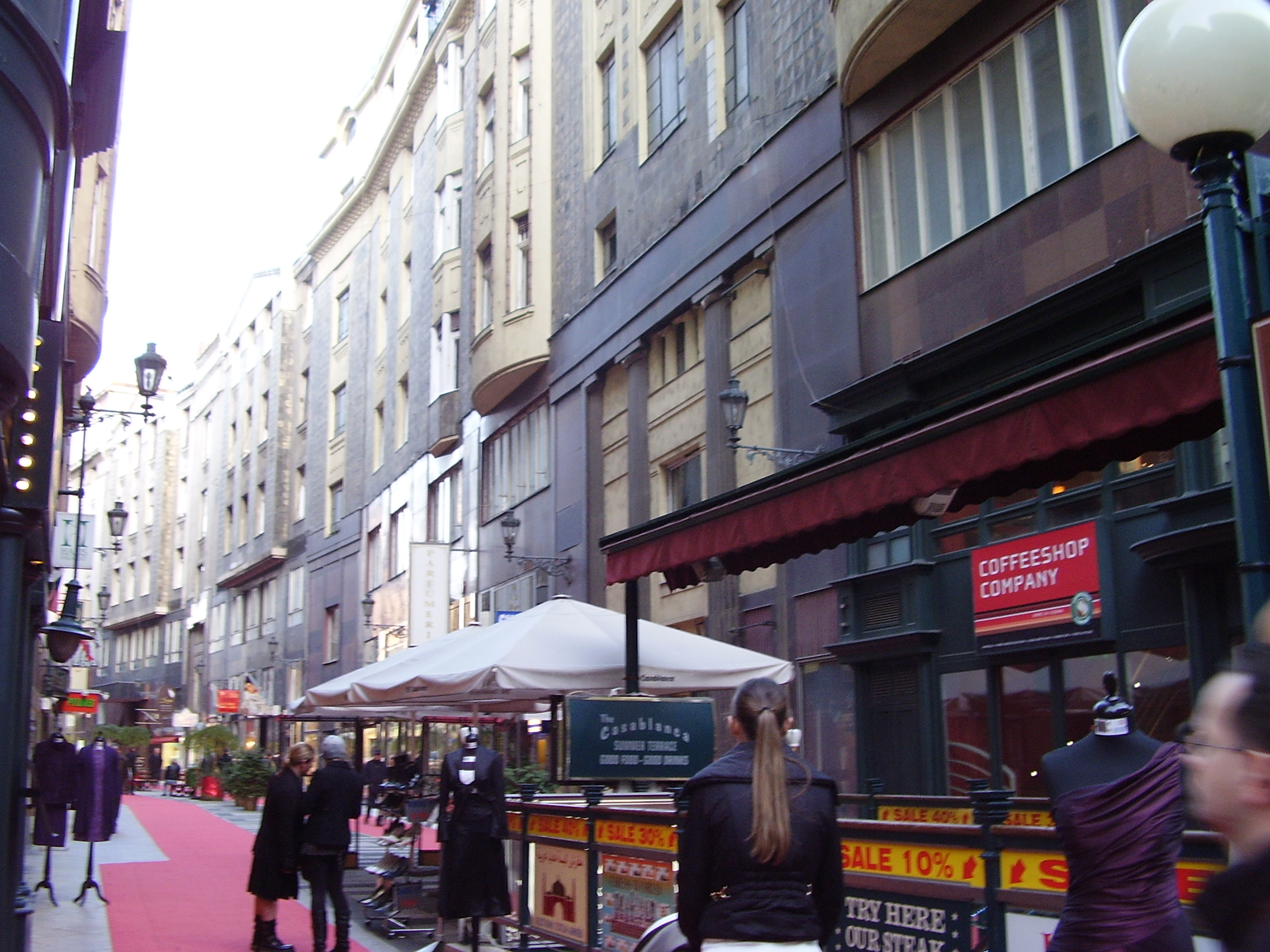
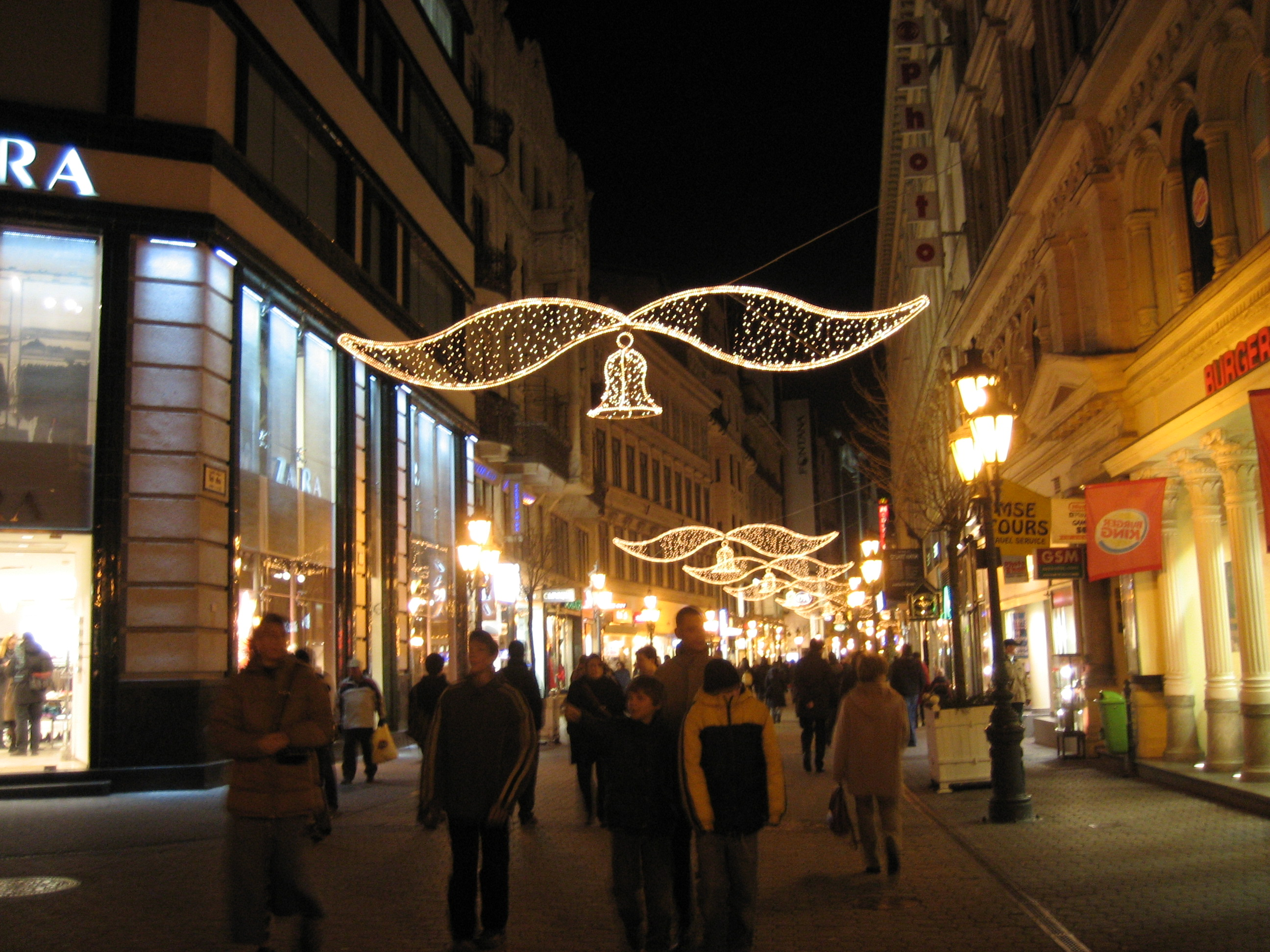
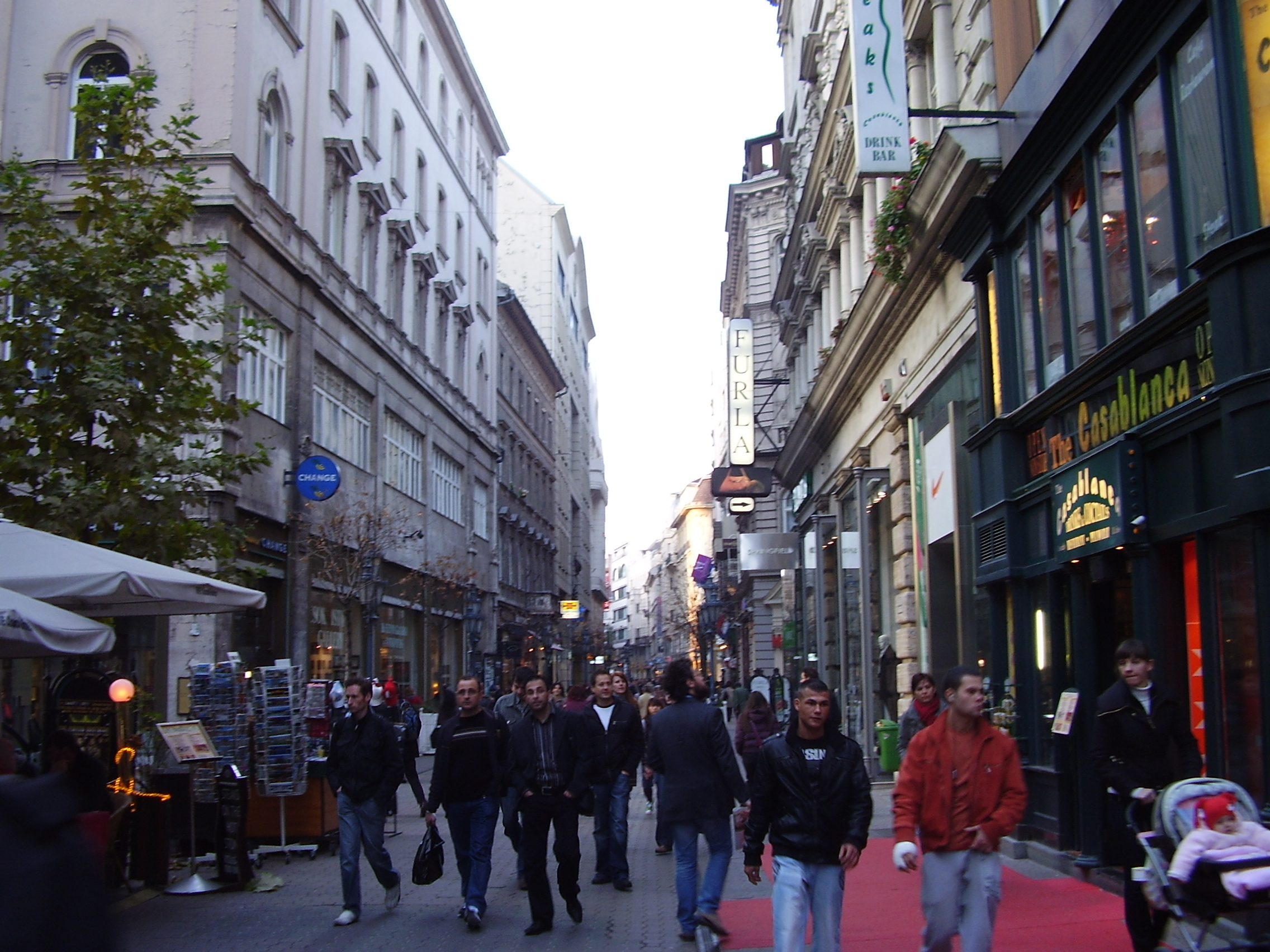
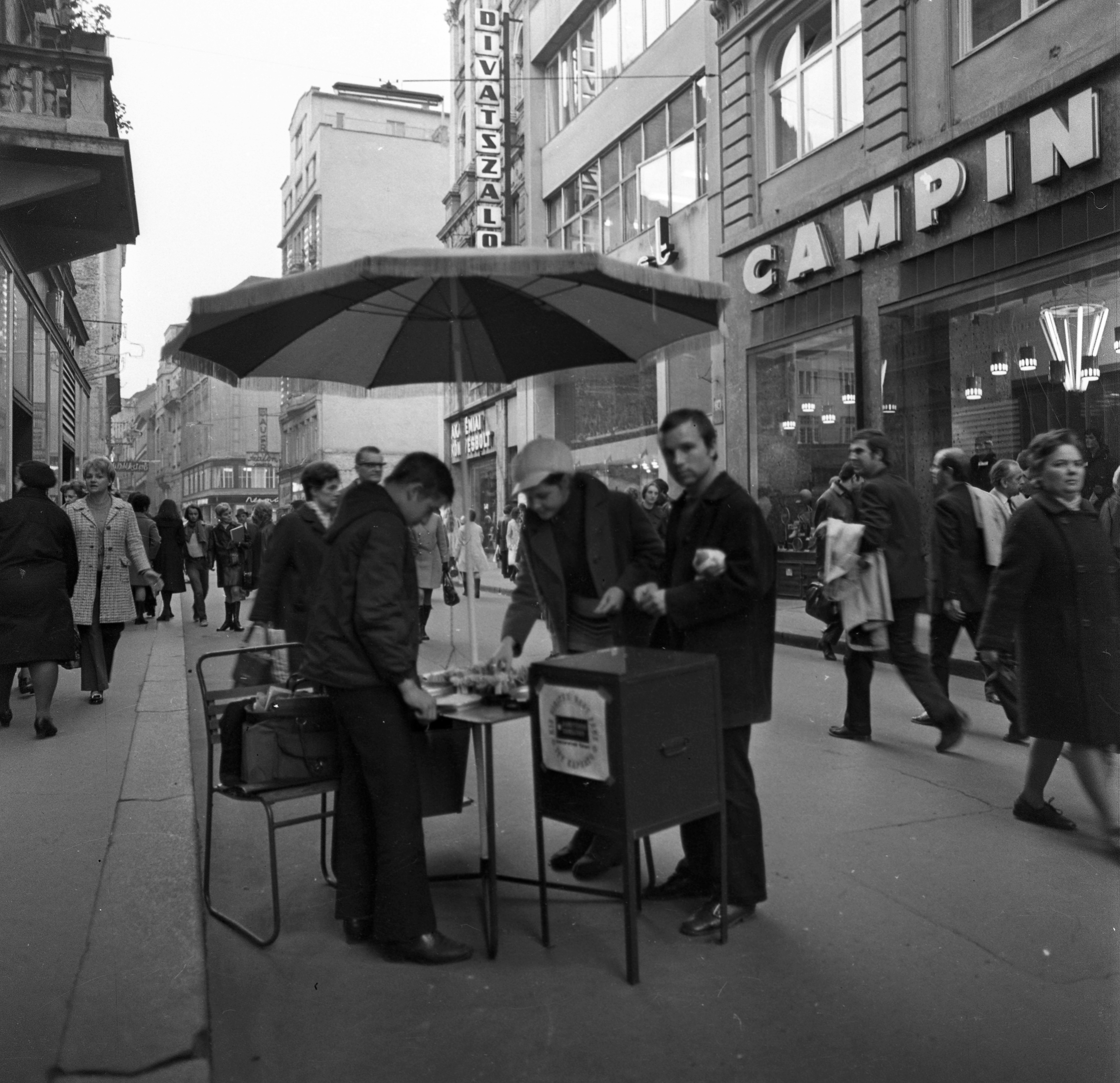